# Arondismentele Franței
Cele 100 departamente ale Franței sunt subdivizate în 342 de arondismente (în franceză arrondissements). 
Reședința unui arondisment se numește subprefectură (în franceză: sous-préfecture), iar în situația în care arondismentul conține reședința departamentului, acel oraș este reședința arondismentului. Arondismentele sunt mai departe divizate în cantoane și comune. 
Orașele Paris, Lyon și Marsilia sunt divizate în arondismente municipale, care sunt diferite de arondismentele tratate în acest articol.

## Rol și Administrație
Administrația unui arondisment este sarcina unui subprefect (franceză: sous-préfet) care are rolul de a asista prefectul departamentului. Unele servicii ale prefecturii sunt astfel disponibile și în sub-prefectură, reducând astfel distanțele pe care un cetățean trebuie să le parcurgă pentru anumite demersuri oficiale și de asemenea se permite astfel evitarea unor aglomerații excesive a sarcinilor administrative în prefectură. 
Spre deosebire de regiuni, departamente și comune, arondismentele nu dispun de statutul de entitate legală în administrația locală. Ele nu sunt conduse de aleși locali, ci de către oficiali numiți de guvern.

## Istorie
Ideea arondismentelor a fost propusă încă din secolul XVIII înainte de revoluția franceză ca o reformă administrativă. Notaibil în acest sens a fost intendentul Bretaniei, Caze de La Bove care a formulat principiile sale în Mémoire concernant les subdélégués de l'intendance de Bretagne în 1775.
Ideea a fost în cele din urmă aporbată prin legeea din 28 pluviôse din anul VIII al Calendarului Republican Francez (17 februarie 1800) când districtele ce subdivizau departamentele au fost înlocuite cu arondismente. În anumite perioade, arondismentele au avut rol de ciscumscripție în alegerile legislative, în special în timpul celei de a Treia Republici.

## Statistici
Cele mai multe departamente au doar trei sau patru arondismente. Departamentele Paris și Territoire de Belfort au doar un arondisment, în timp ce departamentul Moselle conține nouă arondismente. Trei arondismente, Metz-Campagne, Strasbourg-Campagne și Thionville-Ouest nu au subprefectura pe teritoriul lor, iar departamentul de peste mări Mayotte nu cuprinde pe teritoriul sau arondismente.